# Wetzsteinlaine
Die Wetzsteinlaine ist ein rechter Zufluss zur Loisach in Oberbayern.
Sie entsteht aus Gräben an den Nordhängen des Heimgartens in der Nähe der Kaseralm. Zunächst nordwärts zwischen Rötelstein, Käserberg und Illing fließend, macht die Wetzstainlaine anschließend einen Knick nach Westen und verlässt das bergige Gelände in Richtung Ohlstadt. Sie fließt nördlich am Ort vorbei, nimmt den Dorfbach von links auf, unterquert die Autobahn A 95 und mündet von rechts in die Loisach.